# Gueliz
Gueliz (arabiska: جليز) är ett arrondissement i staden Marrakech i Marocko. Antalet invånare var 192 774 vid folkräkningen 2014.